# Avenida de Plutarco
La Avenida de Plutarco, es una vía situada en el oeste de la ciudad de Málaga. Discurre en sentido este-oeste íntegramente por el distrito de Teatinos-Universidad en los barrios de El Romeral y El Cónsul y cuenta con una longitud total de 1,25 kilómetros.  A pesar de sus pocos años de historia, Plutarco es una de las avenidas más conocidas del distrito de Teatinos, con gran cantidad de bares de copas y otra clase de locales de ocio que han provocado denuncia por parte de los vecinos debido a la gran contaminación acústica que sufre toda la avenida.
La avenida está nombrada en memoria de Plutarco, escritor y filósofo griego de la antigüedad. Otras calles colindantes y cercanas también llevan nombres de temática griega.

## Historia
La avenida comenzó su construcción a finales del siglo XX, en torno al año 1997 y fue de las primeras vías de la zona en ser construidas. Siguiendo el plan urbanístico seguido en el resto de Teatinos, la avenida se construyó con espacio para el uso y disfrute del peatón, así como con multitud de árboles y otras zonas verdes y ajardinadas. El último tramo fue abierto en 2018 y hasta el año 2022 los cables de alta tensión discurrían por superficie.

## Recorrido
Plutarco discurre únicamente por el distrito de Teatinos-Universidad, el cual atraviesa de este a oeste. La avenida comienza en la intersección entre la avenida José Luis Borges y la avenida de José Ribera. Continúa hacia el oeste atravesando los barrios de El Romeral, El Cónsul y El Cónsul 2. Plutarco cuenta con grandes rotondas que sirven de plazas en sus intersecciones principales con calle Eolo, la avenida Parménides y calle Aristófenes. Termina en la intersección de la avenida Jenofonte y la avenida de Dolores Rodríguez de Aragón.

## Transporte
En autobús queda conectado mediante las siguientes líneas de la EMT: 
| Línea | Trayecto                                       | Recorrido | Frecuencia |
| ----- | ---------------------------------------------- | --------- | ---------- |
| 8     | El Palo (P. Virginia) - Hospital Clínico       | Recorrido | 13 minutos |
| 14    | Paseo de la Farola - Teatinos                  | Recorrido | 13 minutos |
|       |                                                |           |            |
| N4    | Paseo del Parque - Teatinos - Pto. de la Torre | Recorrido | 60 minutos |